# Guido Cavalcanti
Guido Cavalcanti (Florença, c. 1255 - Florença, 1300) foi um importante poeta italiano.

Rime di Guido Cavalcanti, 1813

Oriundo de uma nobre família guelfa branca que, em 1260, foi arruinada pela derrota guelfa na Batalha de Montaperti, entre as oponentes Florença e Siena. Seis anos depois, em seguida à Batalha de Benevento, os Cavalcanti reconquistaram sua posição social e política em Florença.
Em 1267, Guido casa-se com Bice, filha do chefe da facção gibelina, Farinata degli Uberti e, em 1280, estará entre os signatários da paz entre guelfos e gibelinos; quatro anos depois, fará parte do Conselho Geral da Comuna de Florença. 
Em 24 de junho de 1300, Dante Alighieri, prior de Florença, é obrigado a mandar para o exílio o amigo Guido, juntamente com os chefes das facções branca e negra, depois de novos confrontos. Em 19 de agosto, sua pena é revogada em razão do agravamento de suas condições de saúde (provavelmente contraíra malária). Morre em 29 de agosto, poucos dias depois de voltar a Florença. 
É citado por Dante no célebre nono soneto das Rimas ("Guido, i’ vorrei che tu e Lapo ed io fossimo presi per incantamento,e messi in un vasel ch’ad ogni vento
per mare andasse al voler vostro e mio..."),
 em que Dante se refere a Guido e a Lapo Gianni.
Também é citado na Divina Comédia (Inferno, canto X e Purgatório, canto XI) e em De vulgari eloquentia. Boccaccio também se refere a ele no Comentário à Divina Comedia e em uma novela do Decameron.
Sua poesia tem ritmo suave e leve que pode parecer banal mas na realidade esconde uma grande retórica.